# Alojzy Kaufmann
Alojzy Kaufmann (ur. 3 października 1772 r. w Widnawie, zm. 23 lipca 1847 r. w Cieszynie) – prawnik morawskiego pochodzenia, długoletni burmistrz Cieszyna, autor monumentalnej Kroniki miasta Cieszyna (niem. Gedenkbuch der Stadt Teschen).
Nie ustalono dotychczas gdzie i kiedy dokładnie Alojzy Kaufmann się urodził. Przez długi czas sądzono, że urodził się w 1773 w Cieszynie. Najprawdopodobniej jednak miało to miejsce w Widnawie, a w każdym razie tam został ochrzczony 3 października 1772 pod imionami Aloisius Jacobus Michael Franciscus. Był synem Johanna Michaela Kaufmanna, miejskiego urzędnika podatkowego i Marii Anny.
W 1787 r. ukończył gimnazjum w Cieszynie, po czym studiował prawo na Uniwersytecie Karola w Pradze, jednak brak jest dowodów, by studia ukończył i zwieńczył je dyplomem. Był syndykiem i radcą kryminalnym w Nowym Jiczynie, od 1804 roku syndykiem i I radcą magistrackim w Cieszynie, wreszcie od 1814 roku burmistrzem tego miasta i przełożonym cieszyńskiego sądu kryminalnego, które to stanowiska piastował aż do swej śmierci (przez 33 lata). Był najdłużej urzędującym burmistrzem w dziejach miasta.
Pozostawił monumentalną Kronikę miasta Cieszyna w czterech tomach (1233 stron rękopisu), będącą do chwili obecnej jednym z podstawowych źródeł do dziejów miasta.
Został pochowany na cmentarzu przy kościele św. Trójcy w Cieszynie.